# كأس العالم الشاطئية 2013
كأس العالم لكرة القدم الشاطئية 2013 سوف تكون النسخة السابعة من كأس العالم لكرة القدم الشاطئية، التي ينظمها الفيفا. وسوف تنعقد من 18 – 28 سبتمبر 2013 على استاد تواتا في بابيتي، تاهيتي، وهي البطولة الرابعة التي تقام خارج البرازيل. النسخ السابقة قبل سنة 2005 لم تكن تنظم من قبل الاتحاد الدولي لكرة القدم واقيمت تحت اسم بطولة العالم لكرة القدم الشاطئية. عموماً ستكون هذا النسخة رقم 17 لبطولة كأس العالم منذ إنشائها في عام 1995. وستكون هذه هي البطولة الثانية التي تجري وفقاً لمبدأ العامين الجديد، والآن سيعقد كأس العالم لكرة القدم الشاطئية مرة كل سنتين. تم تأكيد البطولة في مارس 2010. روسيا ستدافع عن اللقب.

## التصفيات

### المستضيف
بصفتها الدولة المضيفة تأهلت تاهيتي مباشرة إلى النهائيات.

### المنطقة الأفريقية
أقيمت تصفيات أفريقيا في مدينة الجديدة المغربية من 22 إلى 26 مايو 2013 لتحديد هوية بطاقتي أفريقيا. كانت من مقرر ان تلعب أصلاً من 10 - 14، ثم 29 مايو - 2 يونيو 2013 في الدار البيضاء. انتزعت السنغال وساحل العاج البطاقتين الاثنين المتاحة.

### المنطقة الآسيوية
أقيمت تصفيات آسيا على شاطئ كتارا في الدوحة، قطر من 22 إلى 26 يناير 2013 لتحديد هوية المتأهلين الثلاثة.

## الفرق

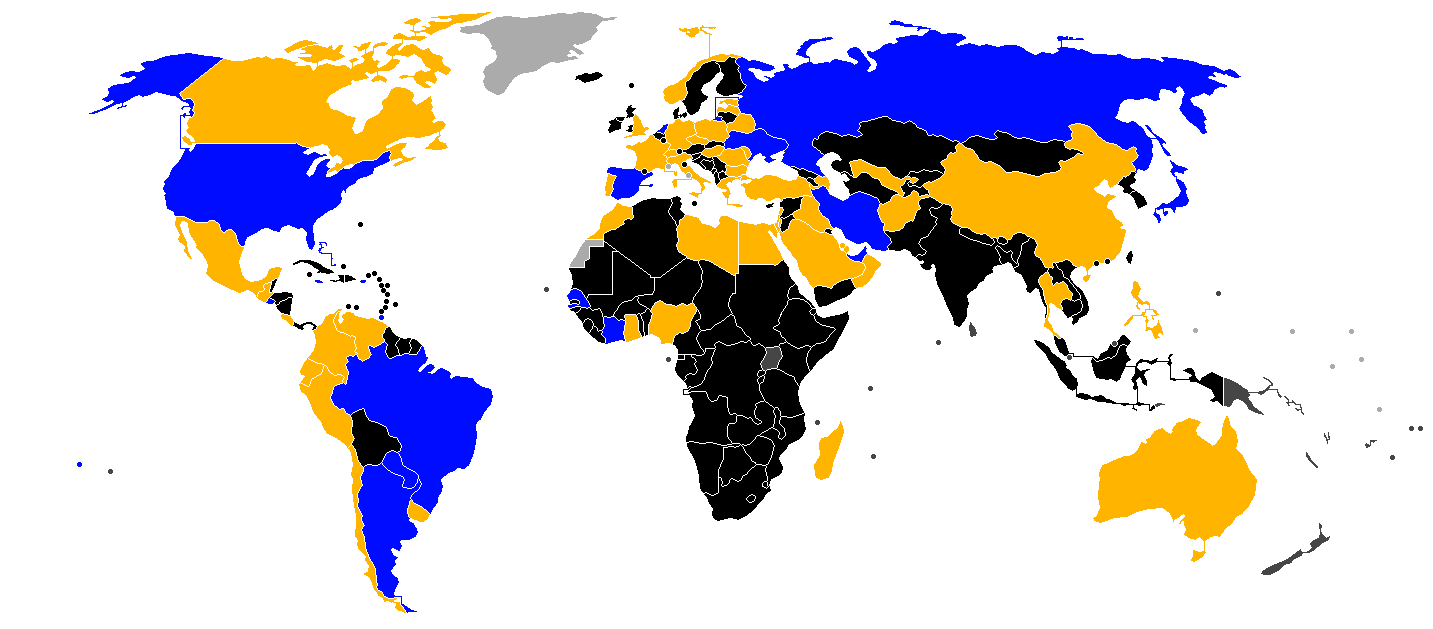
تأهل لنهائيات كأس العالم
دخل التصفيات لكنه فشل في التأهل لنهائيات كأس العالم
قد أكد مشاركته في تصفيات كأس العالم
لم يؤكد بعد مشاركته في تصفيات كأس العالم
لم يدخل كأس العالم
ليس عضو منتسب لدى الفيفا

تمت الموافقة على المقاعد المخصصة للاتحادات القارية من قبل اللجنة التنفيذية للفيفا في مايو 2012.
هذه هي الفرق التي تأهلت لنهائيات كأس العالم حتى الآن:
| المنطقة الآسيوية (AFC) - إيران - اليابان - الإمارات العربية المتحدة المنطقة الأفريقية (كاف) - ساحل العاج - السنغال المنطقة الأوروبية (يويفا) - هولندا - روسيا - إسبانيا - أوكرانيا | منطقة أمريكا الشمالية والوسطى و الكاريبي (كونكاكاف) - السلفادور - الولايات المتحدة منطقة أوقيانوسيا (OFC) - جزر سليمان منطقة أمريكا الجنوبية (كونميبول) - الأرجنتين - البرازيل - باراغواي Hosts - تاهيتي (أوقيانوسيا) |  |

## المكان
ستقام كل المباريات على استاد تواتا في بابيتي.

## القرعة
أجريت القرعة النهائية يوم 5 يونيو 2013 الساعة 19:30 (التوقيت المحلي) في بيت الثقافة في بابيتي، تاهيتي.
| وعاء 1 (المضيف وكونميبول)                             | وعاء 2 (الكاف وكونكاكاف)                      | وعاء 3 (آسيا واوقيانوسيا)                              | وعاء 4 (يويفا)                                   |
| ----------------------------------------------------- | --------------------------------------------- | ------------------------------------------------------ | ------------------------------------------------ |
| تاهيتي (وضع في المركز A1) الأرجنتين البرازيل باراغواي | ساحل العاج السنغال السلفادور الولايات المتحدة | إيران اليابان الإمارات العربية المتحدة ممثل أوقيانوسيا | هولندا روسيا (وضع في المركز D1) إسبانيا أوكرانيا |

## مرحلة المجموعات
كل فريق يحصل على ثلاث نقاط للفوز، نقطتين للفوز في الوقت الإضافي أو ركلات الترجيح، ولا نقاط للخسارة.
معايير
حين ينهي فريقين أو أكثر مرحلة المجموعات بنفس العدد من النقاط، يتم تحديد الترتيب من خلال المعايير التالية:
1. أكبر عدد من النقاط التي تم الحصول عليها في مباريات المجموعة بين الفرق المعنية؛
2. أكبر فارق من الأهداف الناتج عن مباريات المجموعة بين الفرق المعنية؛
3. أكبر عدد من الأهداف المسجلة في جميع مباريات المجموعة بين الفرق المعنية؛
4. أكبر فارق من الأهداف في جميع مباريات المجموعة؛
5. أكبر عدد من الأهداف المسجلة في جميع مباريات المجموعة؛
6. سحب القرعة من قبل اللجنة المنظمة للفيفا.

## وصلات خارجية
- كأس العالم لكرة القدم الشاطئية، FIFA.com
- Beach Soccer Worldwide